# И бог създаде жената
„И бог създаде жената“ (на френски: Et Dieu… créa la femme) е драма на режисьора Роже Вадим от 1956 година с участието на Брижит Бардо, Курд Юргенс, Жан-Луи Трентинян и други.

## В ролите
| Изпълнител        | Роля            |
| ----------------- | --------------- |
| Брижит Бардо      | Жулиет          |
| Курд Юргенс       | Ерик Карадин    |
| Жан-Луи Трентинян | Мишел Тардие    |
| Мари Глори        | г-жа Тардие     |
| Кристиан Маркан   | Антоан Тардие   |
| Жорж Пужули       | Кристиан Тардие |
| Джейн Маркен      | г-жа Морин      |

## Прием
Филмът отприщва каскади от емоции – от страст, идолопоклонничество и любов от пръв поглед за едни до възмущение, гняв и омраза за други. За първи път в киното жена изразява желанието си като мъж, използвайки тялото си, за да утвърди себе си и да извоюва свобода, отклонявайки се от съдбата на момиче в пансион за девици или омъжена жена, която обществото тогава предлага на младите жени на тази възраст. Освен това голите сцени са оценени като шокиращи и някои от тях са цензурирани във Франция и Обединеното кралство – почти една четвърт от филма е изрязана във Франция. Това е един от първите филми във Франция, в който женската голота наистина излиза от традиционната живописна академия и доброволно приема връзка със сексуалността.
Въпреки че филмът е добре приет от младите режисьори на Френската нова вълна – Клод Шаброл, Франсоа Трюфо и Жан-Люк Годар – той е отхвърлен от публиката, когато е пуснат за първи път във Франция. От друга страна, филмът е приет с ентусиазъм в Англия и Германия. Този успех води до повторна вълна от прожекции на филма във Франция, което е изключително рядко явление. В Съединените щати, където излиза през октомври 1957 г., филмът предизвиква интензивна кампания от страна на църквите: „Във Филаделфия, шестия по големина град в страната, инспектори нахлуват в киносалоните, за да конфискуват копия на филма в името на закон, забраняващ непристойните сцени“. Архиепископът на Лейк Плесид „се опитал да изкупи всички билети, за да не може никой да гледа филма. Когато собственикът на театър „Палас“ отказал, свещеникът започнал да проповядва пред своето паство бойкот на киното“.